# اتحاد شمالكالدي

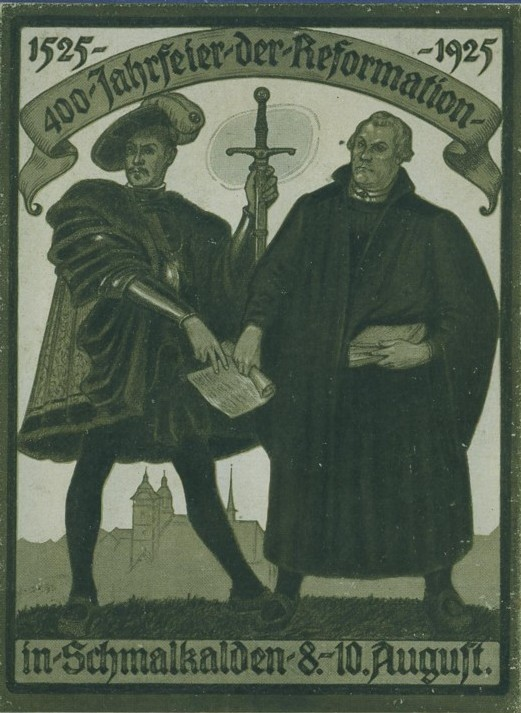

الاتحاد الشمالكالدي تحالف دفاعي للأمراء اللوثريين داخل الإمبراطورية الرومانية المقدسة في منتصف القرن السادس عشر . جامعة اتخذ اسمه من مدينة تأسيسه شمالكالدن في تورنغن .
تأسس الاتحاد في شمالكالدن 27 فبراير 1531 ، على يد فيليب الأول لاندغراف هسن ويوهان فريدرش ناخب ساكسونيا اللذان اقسما على الدفاع المتبادل عن أراضيهما إذا ما تعرضت لهجوم من قبل الإمبراطور شارل الخامس . أنهالت ، وبريمن ، براونشفايغ لونيبورغ ، ماغديبورغ ، مانسفلد ، ستراسبورغ ، وأولم الأصلية هي الأخرى الأعضاء في الجامعة. كونستانس ، رويتلينغن ، ميمنغن ، لينداو ، بيبيراخ أن در ريس ، إسني إم ألغوي ولوبيك الدردشة انضموا في وقت لاحق. وافق الاتحاد على تقديم 10,000 الرجال و 2,000 فارس .